# 一本松・城辺局改
一本松・城辺局改（いっぽんまつじょうへんきょくかい）は、愛媛県南宇和郡愛南町東部にある国道56号バイパスである。
当バイパスは、蓮乗寺トンネルを含む延長2.2kmの片側1車線計2車線の道路であり、名称の由来は、当時の所在地名である一本松町と城辺町を貫通する国道56号の一部区間の改良であることによる。当時の旧道が旧一本松町満倉と旧城辺町蓮乗寺に跨る山地を避け、深浦湾に面する垣内地区の人家が密集する狭い道路を通過し、大型車の通行に支障を来していたのに対し、道路拡幅による混雑緩和および人家密集地迂回による安全確保を目的とした。当バイパスの開通に伴い、深浦湾沿岸部を通過する旧道（蓮乗寺 - 垣内間）は愛媛県の管理となり、現在は高知県道・愛媛県道7号宿毛城辺線の一部区間を成す。

## 概要
- 起点: 愛南町一本松満倉
- 終点: 愛南町城辺蓮乗寺
- 延長: 2.2km
- 規格: 第3種第3級
- 車線数: 完成2車線
- 道路幅員: 12m
- 車線幅員: 3.5m
- 設計速度: 50km/h

## 沿革
- 1982年（昭和57年） - 工事着手。
- 1986年（昭和61年）9月 - 供用 (L=2.2km)[1]。

## 通過市町村
- 愛媛県南宇和郡愛南町（開通時は一本松町および城辺町）

## 当該道路の位置関係
- （宇和島方面） - 国道56号
- （中村方面） - 国道56号

## 主な構造物
- 蓮乗寺トンネル (L=604m)[1]